# بصمة حيوية
البصمة الحيوية هي أي محتوى أو عينة - على سبيل المثال؛ العناصر أو النظائر أو الجزئيات أو الأحداث التي توفر دليلا علميا على حياة سابقة أو حالية. وتشمل خصائص الحياة القابلة للقياس هياكلها الفيزيائية والكيميائية المعقدة، وكذلك استخدامها للطاقة الحرة وإنتاج كتلة حيوية ومخلفات. ونظرا لخصائصه الفريدة، يمكن تفسير التسمم البيولوجي بأنه قد تم إنتاجه من قبل الكائنات الحية. ومع ذلك، من المهم ألا تعتبر البصمة الحيوية حاسمة لأنه لا توجد وسيلة مسبقة لمعرفة تلك البصمات الحيوية العامة للحياة والتي هي فريدة من نوعها لظروف مميزة للحياة على الأرض.
وبالرغم من ذلك فأنة من المعروف أن أشكال الحياة تطرح مواد كيميائية فريدة من نوعها، بما في ذلك الحمض النووي، في البيئة كدليل على وجودها في موقع معين.

## في علم الأحياء الجيولوجية
السجل القديم على الأرض يوفر فرصة لمعرفة ما هي التوقيعات الجيوكيميائية التي تنتجها الحياة الميكروبية وكيف يتم الحفاظ على هذه التواقيع على مدى الزمن الجيولوجي. بعض التخصصات ذات الصلة مثل الكيمياء الجيولوجية، وعلم الأحياء الأرضية، وعلم الأحياء الجيولوجية غالبا ما تستخدم البصمات الحيوية لتحديد ما إذا كانت الكائنات الحية موجودة أو كانت موجودة في العينة. وتشمل هذه التوصيفات المحتملة ما يلي: (أ) الأحافير الدقيقة والستروماتوليت؛ (ب) الهياكل الجزيئية (المؤشرات الحيوية) والتراكيب النظيرية للكربون والنيتروجين والهيدروجين في المادة العضوية؛ (ج) نسب متعددة من نظائر الكبريت والأكسجين من المعادن؛ و (د) علاقات الوفرة والتراكيب النظيرية لأكسدة المعادن الحساسة (مثل الحديد، الموليبدنوم، الكروم، والعناصر الأرضية النادرة).
فعلى سبيل المثال، يمكن أن تشير الأحماض الدهنية المعينة المقاسة في عينة إلى أنواع البكتيريا والبكتيريا القديمة ء التي تعيش في تلك البيئة. مثال آخر هو الكحول الدهني طويل السلسلة مع أكثر من 23 ذرة التي تنتجها عوالق البكتيريا.

## في علم الأحياء الفلكية

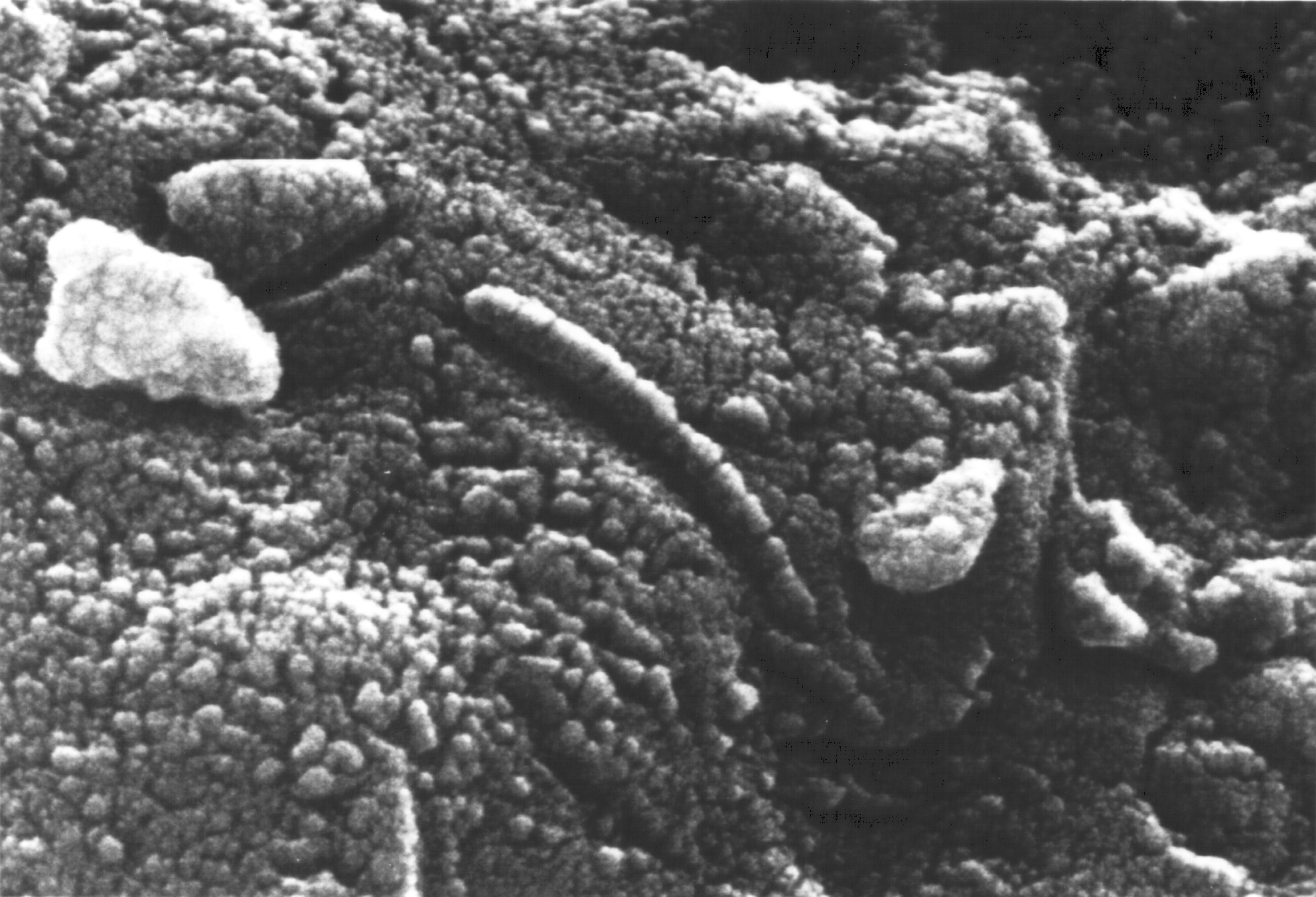
أقترح بعض الباحثين أن هذه الهياكل المجهرية على نيزك المريخ تلال ألان 84001 يمكن أن تكون بكتيريا متحجرة.

ويستند استكشاف علم الأحياء الفلكي على فرضية أن البصمة الحيوية التي تصادف في الفضاء سيتم التعرف عليها كحياة خارج الأرض. وتحدد فائدة البصمة الحيوية، ليس فقط من خلال أرجحية الحياة التي تخلقها، ولكن أيضا من قبل اللاحتمالية للعمليات غير البيولوجية (غير الحيوية) التي تنتجها.
مثال على هذا النوع البيولوجي قد يكون عبارة عن جزيئات عضوية معقدة أو هياكل يكون تشكيلها غير قابل للتحقق منة عمليا في ظل غياب الحياة. فعلى سبيل المثال، يمكن أن تشمل بعض فئات التوزيعات البيولوجية ما يلي: التشكل الخلوي والخالي من الجزيئات، والجزيئات الحيوية في الصخور، والهياكل الجزيئية الحيوية العضوية، والمعادن الحيوية، وأنماط النظائر المستقرة الحيوية في المعادن والمركبات العضوية، والغازات الجوية، والميزات القابلة للكشف عن بعد السطوح الكوكبية، مثل أصباغ التمثيل الضوئي.
بيد أن البصمة الحيوية لا تحتاج إلى أن تكون كيميائية، ويمكن أيضا أن تشير إليها بصمة مغناطيسية مميزة. ويمكن أن يكون التشكيل البيولوجي المحتمل الآخر مورفولوجي لأن شكل وحجم بعض الأجسام قد يشير إلى وجود حياة سابقة أو حاضرة. على سبيل المثال، بلورات المغنطيس المجهرية في نيزك المريخ ALH84001.
وتشمل الملاحظات العلمية إمكانية تحديد البصمة الحيوية من خلال المراقبة غير المباشرة. على سبيل المثال، المعلومات الكهرمغنطيسية من خلال تليسكوبات الأشعة تحت الحمراء، والتلسكوبات الراديوية، والتلسكوبات الفضائية.

### الغلاف الجوي
على مدى مليارات السنين، عمليات الحياة على كوكب من شأنها أن تؤدي إلى مزيج من المواد الكيميائية على خلاف أي شيء يمكن أن يتشكل في توازن كيميائي عادي على سبيل المثال، كميات كبيرة من الأكسجين وكميات صغيرة من الميثان تتولد من الحياة على الأرض.كذلك، فإن طيف انعكاس -أو لون كوكب خارج المجموعة الشمسية- قد يعطي أشارات على وجود مستعمرات واسعة من أشكال الحياة على سطحه.

### بعثات فايكنغ إلى المريخ
قامت بعثات فايكنغ إلى المريخ في السبعينيات بإجراء التجارب الأولى ة التي صممت خصيصا للبحث عن البصمات الحيوية على كوكب آخر. كلا المسبارين حملت ثلاثة تجارب للكشف عن الحياة والبحث عن علامات التمثيل الغذائي. ومع ذلك، تم الإعلان عن نتائج «غير حاسمة».

### مختبر علوم المريخ
بعثة مختبر علوم المريخ، تقيم حاليا الإمكانية السابقة والحالية المحتملة لبيئة المريخ، وهي تحاول الكشف عن البصمات الحيوية على سطح المريخ.
في 24 يناير 2014، ذكرت وكالة ناسا أن الدراسات الحالية من قبل أبورتيونيتي وكيوريوسيتي روفر (مارس روفر) على كوكب المريخ تحبث الآن عن أدلة على الحياة القديمة، بما في ذلك المحيط الحيوي على أساس الكائنات الحية الدقيقة ذاتية التغذية، كيميائي التغذية /جمادي التغذية.وكذلك المياه القديمة والسهول والأنهار أو البحيرات القديمة التي قد تكون صالحة للسكن.